# Сергеј Ризански
Сергеј Николајевич Рзански (рус. Серге́й Николаевич Рязанский; Москва, 13. новембар 1974) је руски космонаут и биохемичар. Први пут полетео је у свемир 2013. године када је боравио на Међународној свемирској станици као члан Експедиције 37/38. Тренутно је у свемиру, као члан Експедиције 52/53. Током 2009. године учествовао је у симулацији лета на Марс (пројекат Марс 500). Његов деда, Михаил Ризански, био је главни инжењер система за навођење на почетку Свемирске трке. Разведен је и има једно дете.